# .org
اسم النطاق .org هو نطاق المستوى الأعلى العام (نطاق المستوى الأعلى العام) من نظام أسماء النطاقات DNS المستخدمة في شبكة الإنترنت. مشتق من اسم منظمة (organization).
هذا النطاق هو واحد من أعلى النطاقات المستخدمة التي أنشئت في سنة 1985. وهو موجه أساساً للمنظمات التي لا تبغي الربح أو المؤسسات التي لا تنطبق عليها باقي النطاقات.